# Kopal
Kopal je naziv za stablo smole, posebno aromatskih smola od stabla kopal (Burseraceae) kojim su se koristile kulture prekolumbijskih naroda u Srednjoj Americi za ceremonijalno spaljivanje i za druge svrhe. Općenitije, pojam kopal opisuje smolaste tvari u srednjem stupnju polimerizacije i stvrdnjavanja "gumastijih" smola i jantara.
Riječ kopal potječe iz nahuatlanskog jezika, od riječi copalli, što znači "tamjan".
Kopal još uvijek koriste brojni autohtoni narodi Meksika i Srednje Amerike kao tamjan, tijekom obreda u znojnim kućama i obreda svetkovanja gljiva. Postoji u različitim oblicima. Tvrdi žuti kopal nalik jantaru jeftinija je verzija. Bijeli kopal, tvrda je, mliječna, ljepljiva tvar, skuplja verzija iste smole.
Kopalna smola sa stabla Hymenaea verrucose (Fabaceae) nalazi se u istočnoj Africi i koristi se u tamjanu. Do 18. stoljeća Europljani su ga otkrili kao vrijedan sastojak u izradi dobrog laka za drvo. Postao je naširoko korišten u proizvodnji namještaja i kočija. Ponekad se koristio i kao lak za slike. Do kraja 19. i početka 20. stoljeća proizvođači lakova u Engleskoj i Americi počeli su ga koristiti na vagonima vlakova, što je uvelike povećalo njegovu potražnju. 1859. Amerikanci su činili 68% istočnoafričke trgovine, koju je kontrolirao sultan Zanzibara, a Njemačka je obuhvaćala 24%. Američki građanski rat i stvaranje Sueskog kanala doveli su do toga da su Njemačka, Indija i Hong Kong zauzeli većinu trgovine do kraja tog stoljeća.
Istočna Afrika je očito imala veću količinu polufosiliziranog kopala, koji se nalazi jedan ili dva metra ispod živih stabala kopala, iz korijena drveća koje je možda živjelo tisuće godina ranije. Polufosilni kopal proizvodi tvrđi lak.
Polufosilni kopal također je dobro poznat iz Novog Zelanda ( kauri guma iz drveta Agathis australis ( Araucariaceae )), Japana, Dominikanske Republike, Kolumbije i Madagaskara. Često ima inkluzije i ponekad se prodaje kao "mladi jantar". Kada se obrađuje ili poboljšava u autoklavu (kao što se ponekad radi s industrijaliziranim baltičkim jantarom) koristi se za nakit. U svom prirodnom stanju kopal se može lako razlikovati od starog jantara po svjetlijoj boji citrina i po površini koja postaje ljepljiva ako se na nju stavi kapljica acetona ili kloroforma.
Kopal koji je djelomično mineraliziran poznat je kao kopalin .

## Vanjske poveznice
- https://en.wikisource.org/wiki/1911_Encyclop%C3%A6dia_Britannica/Copal